# The King of the Elves (strip uit 1953)
"The King of the Elves" is een fantasieverhaal van de Amerikaanse schrijver Philip K. Dick, het werd voor eerst gepubliceerd in de uitgave van Beyond Fantasy Fiction in september 1953.

## Verhaal
Shadrach Jones is een oude man die een benzinestation bezit en runt in het fictieve stadje Derryville, Colorado, langs een oude snelweg die in verval is geraakt doordat deze is vervangen voor een moderne snelweg. Op een avond telt hij het geld dat hij die dag heeft verdiend en realiseert hij zich dat hoewel zijn inkomen mager is, het voldoende is om een bescheiden levensstijl te onderhouden die bij hem past. Hij kijkt dan naar buiten en ziet zieke elfen voor zijn winkel in de regen staan. Hij nodigt ze uit in zijn huis om ze te troosten en ontdekt dat ze een leger vormen met hun koning, die ziek is en rust nodig heeft. Ze vertellen hem dat ze in oorlog zijn met trollen.  Shadrach laat ze in zijn slaapkamer slapen terwijl hij in zijn woonkamer gaat slapen.
'S nachts voelt Shadrach zich dwaas omdat hij in het bestaan van elfen gelooft, en hij gaat bij ze kijken. Hij ontdekt dat de koning van de elfen in zijn bed is gestorven, maar zijn laatste bevel aan zijn onderdanen was dat ze Sadrach de nieuwe koning van de elfen moesten laten worden en hem hen in de strijd tegen de trollen moesten laten leiden. Shadrach kijkt in de spiegel en ziet zijn oude gezicht; onmiddellijk denkt hij aan zijn vriend Phineas Judd die hij over zijn koninklijke status wil vertellen. De volgende dag vertelt Shadrach Phineas dat hij koning is, en tegen het einde van de dag heeft de lokale gemeenschap dit nieuws allemaal gehoord. Buiten Shadrach vragen ze zich onderling af of hij echt gelooft dat hij koning is, en waarom hij dit zou zeggen, en of hij probeert meer klanten voor zijn tankstation te krijgen.
Die nacht komt een bodelf naar Shadrach en vertelt hem dat hij zijn staf moet helpen bij het ontwikkelen van strijdplannen tegen de trollen tijdens een bijeenkomst vanavond onder de eik op het terrein van Phineas. Shadrach denkt tijdens zijn diner, dat hij klaar is om de volgende dag klanten te bedienen, en aan de mening van zijn menselijke leeftijdsgenoten, en stelt voor dat de elf een andere persoon als koning kiest. Toch zegt hij toe de vergadering bij te wonen. Als hij op de afgesproken tijd naar de dienst gaat, zit hij in de kou en onderweg passeert hij Phineas bij zijn huis. Wanneer Phineas hem voor een korte tijd binnen uitnodigt, voelt Shadrach zich op zijn gemak binnen en vergeet hij zijn toewijding terwijl ze nadenken over hun lange vriendschap. Op advies van Phineas besluit Shadrach naar huis terug te keren om warm en comfortabel te zijn. Terwijl Phineas Shadrach mee naar buiten neemt, realiseert Shadrach zich in het maanlicht dat Phineas een onmenselijke, beestachtige trol is.
Phineas valt Shadrach aan terwijl legioenen trollen uit de schaduw komen. Shadrach roept om hulp en valt trollen zo goed mogelijk aan, terwijl elfen hem te hulp schieten. Uiteindelijk heeft Shadrach effectief gevochten en vele trollen gedood, waaronder Phineas. De elfen onthullen dat Phineas de Grote Trol is, en zijn onder de indruk dat hij verslagen is. Nu de trollen op de vlucht zijn geslagen, drukt Shadrach de wens uit om terug te keren naar zijn leven als bediende van een benzinestation, en de elfen respecteren dit. Maar nadat hij zijn vervallen huis en benzinestation heeft gezien, heroverweegt hij zijn keuze en accepteert hij alsnog de status van de Koning van de elfen.

## Mogelijke verfilming
In april 2008 kondigde Walt Disney Animation Studios een 3D-animatiefilm aan, getiteld King of the Elves. De film zou oorspronkelijk geregisseerd worden door Aaron Blaise en Robert Walker en geproduceerd worden door Chuck Williams.
Oorspronkelijk stond release gepland in 2012. Er werd gemeld dat de film in december 2009 op de plank lag. In juli 2010 was King of the Elves weer in ontwikkeling en werd het geregisseerd door Chris Williams, regisseur van Bolt. Ongeveer een jaar nadat Williams zich had ingespannen voor de film, besloot hij dat dit niet de film was die hij wou maken.